# Támesis (ort)
Támesis är en ort i Colombia.   Den ligger i departementet Antioquía, i den centrala delen av landet, 210 km nordväst om huvudstaden Bogotá. Támesis ligger 1 610 meter över havet och antalet invånare är 6 406.
Terrängen runt Támesis är varierad. Runt Támesis är det ganska tätbefolkat, med 86 invånare per kvadratkilometer. Närmaste större samhälle är Los Andes, 18,3 km väster om Támesis. Omgivningarna runt Támesis är en mosaik av jordbruksmark och naturlig växtlighet.